# Ifm-Unternehmensgruppe
Die ifm-Unternehmensgruppe mit Hauptsitz in Essen ist ein Hersteller und Vertreiber von Systemen und Komponenten der Automatisierungstechnik für Industrieunternehmen.

## Geschichte

Olgastraße 2 in Tettnang bis 1973 Produktions- und Entwicklungsstandort auf zunächst 50 m² (später 140 m²)

1967 gründete Robert Buck das Ingenieurbüro für Messtechnik und Automation zur Entwicklung von Sensoren und Steuerungen. Zu dieser Zeit begann auch die Zusammenarbeit zwischen Robert Buck, Gerd Marhofer und Bernd Rüsing in der Ingenieurgemeinschaft für Messtechnik (ifm). Auf Anregung von Gerd Marhofer entwickelte Robert Buck einen induktiven Näherungsschalter in 2-Zweileiter-Wechselspannung, der unter der späteren Markenbezeichnung efector die Grundlage zur Gründung der heutigen ifm-Unternehmensgruppe am 29. Oktober 1969 als ifm electronic geräte gmbh + co kg mit Sitz in Essen bildete. Robert Buck führte die Produktion und Entwicklung des Unternehmens in Tettnang am Bodensee. Gerd Marhofer und Bernd Rüsing leiteten den Vertrieb und die Verwaltung in Essen. Bernd Rüsing schied 1971 als Geschäftsführer aus.

Fertigung in Tettnang-Bechlingen 1976

Auf der Messe Interkama in Düsseldorf kam es im Oktober 1971 zu einem aufsehenerregenden Abhörversuch. Durch eine Wanze wurden Gespräche auf dem ifm-Messestand belauscht.

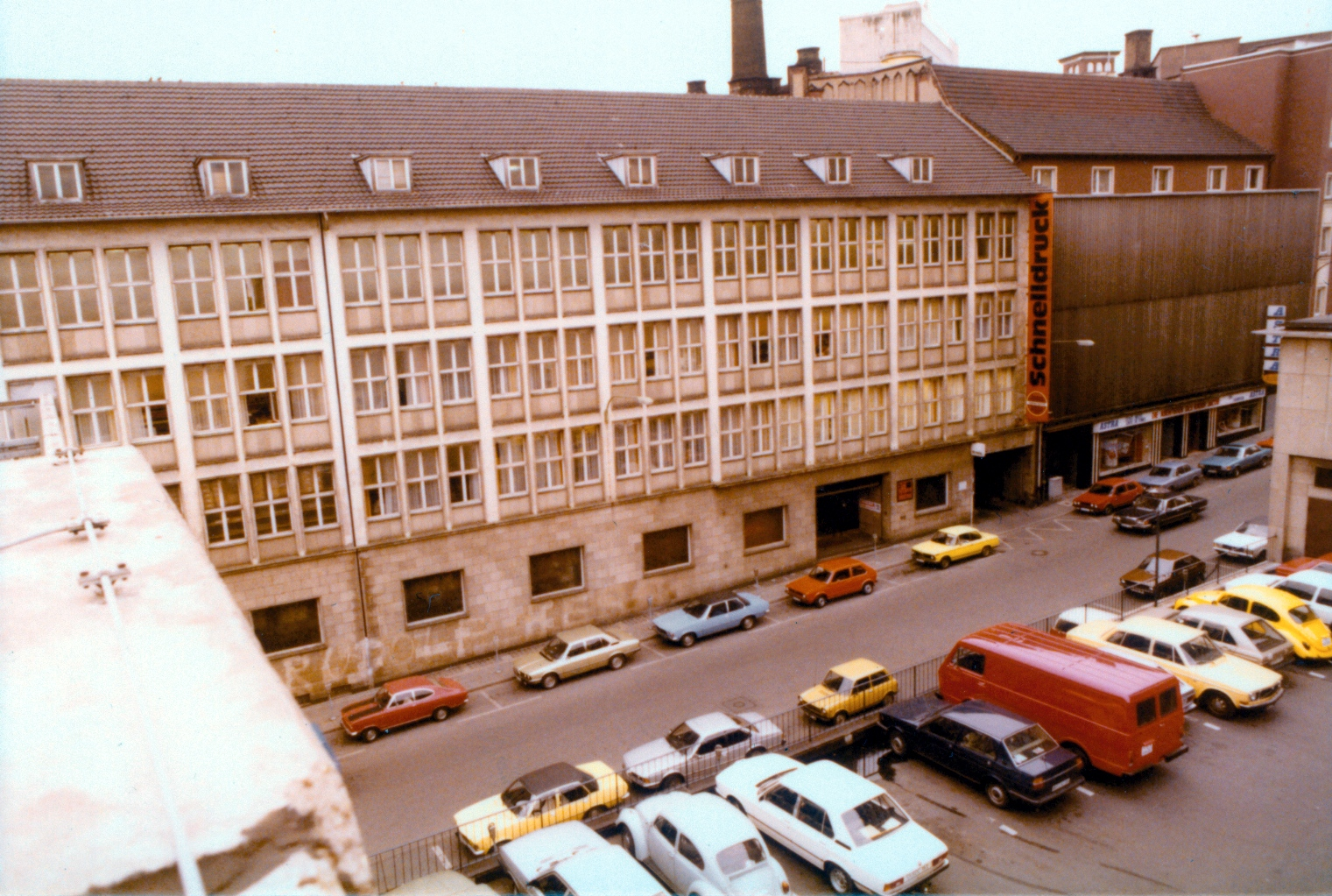
Hauptniederlassung in der Essener Teichstraße von 1975 bis 2009

Im Jahr 1972, drei Jahre nach der Gründung, erwirtschaftete ifm mit 36 Mitarbeitern einen Umsatz von 2,5 Millionen DM. 1973 verlegte das Unternehmen seine Räumlichkeiten für Produktion und Entwicklung und mietete in Wasserburg am Bodensee eine Fläche von etwa 550 Quadratmetern. Im gleichen Jahr erfand das Unternehmen den ersten elektronischen Drehzahlwächter.
Im Jahr 1974 gründet ifm die ersten selbstständigen Vertriebsgesellschaften in Bayern, Baden-Württemberg sowie in Niedersachsen. Zum 1. Januar 1975 verlegte das Unternehmen seine Unternehmenszentrale in Essen in die Teichstraße 4, wo sie bis zum Umzug Ende 2009 verblieb.
1976 entstanden in Frankreich und Japan die ersten Vertriebsgesellschaften außerhalb Deutschlands. Im gleichen Jahr zog das Unternehmen mit seiner Produktion und Entwicklung wieder nach Tettnang-Bechlingen und erzielte erstmals einen Umsatz von mehr als 10 Millionen DM. Ab 1977 firmierte das Unternehmen als ifm electronic gmbh. Für eine langfristige Planungssicherheit und Möglichkeiten zur Erweiterung kaufte ifm 1978 das heutige Produktionsgelände in Tettnang-Bechlingen mit rund 52.000 Quadratmetern und 13.000 Quadratmetern bebauter Nutzfläche.

### 1980er Jahre

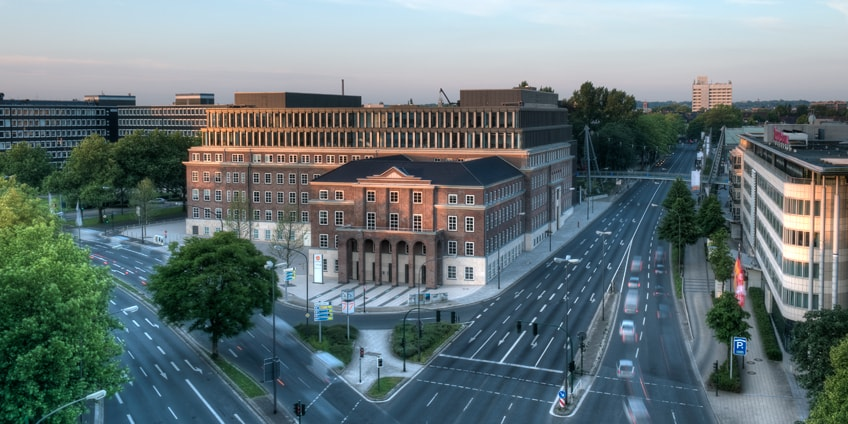
Unternehmenssitz der ifm-Gruppe seit 2009

Ab 1980 begann ifm unter der Bezeichnung opto-efector mit der Herstellung optischer Sensoren. Im gleichen Jahr startete mit der Filmtechnik die Fertigung von flexiblen Schaltungen.
1982 berief das Unternehmen Bernhard von Spiczak neben Robert Buck und Gerd Marhofer in die Geschäftsführung. 1983 begann der Vertrieb speicherprogrammierbarer Steuerungen im neuen Produktbereich Steuerungstechnik. Ein Jahr später führte ifm elektronische Strömungswächter unter dem Produktbereich Fluidsensorik ein. 1985 übernahm ifm das schwedische Unternehmen SSE, die seit den 1970er Jahren für ifm Produkte herstellte. Die erste Eigenentwicklung im Bereich Steuerungstechnik unter dem Markennamen ecomat 100 erfolgte 1986. Im November 1988 begann die Produktion in Le Bourget-du-Lac in Frankreich.

### 1990 bis 2009
1991 gründete ifm den Bereich Telefonmarketing und startete den Vertrieb in Ostdeutschland mit einer eigenen Vertriebsgesellschaft. Im Jahr 1993 war ifm an der Entwicklung und Einführung des Feldbus-Standards AS-Interface beteiligt. Die ersten Standorte in Osteuropa eröffnete das Unternehmen mit Niederlassungen in der Tschechischen Republik und der Slowakei im Jahr 1993. Im Jahr 1994 folgte eine Gesellschaft in Malaysia und ein Vertriebsbüro in Indien. 1996 begann ifm mit dem Aufbau seiner Produktion am bisherigen US-Vertriebsstandort in Exton, im US-Bundesstaat Pennsylvania. Das Zentrallager des Unternehmens zog im Jahr 1997 von Bochum-Wattenscheid nach Essen-Steele.
1998 führte das Unternehmen die ersten Produkte im Bereich Sicherheitstechnik ein. Im gleichen Jahr gründete ifm Gesellschaften in Australien und Österreich und die Entwicklung und Produktion optischer Sensoren zog von Tettnang nach Meckenbeuren. Ende der 1990er Jahre eröffnete ein neuer Produktionsstandort in Wasserburg.
Im Juli 2000 wurde ein neues Gebäude am Standort Kressbronn am Bodensee eingeweiht. Die Gründer Robert Buck und Gerd Marhofer übergaben im Jahr 2001 die Unternehmensleitung an ihre Söhne Martin Buck und Michael Marhofer. 2003 gründete ifm die ifm electronic gmbh Vertrieb Deutschland, die alle bisher rechtlich eigenständigen deutschen Vertriebseinheiten in sich vereinte.
Im gleichen Jahr begann die schrittweise Übernahme des Rosenheimer Unternehmens i-for-T und damit die Gründung des Geschäftsbereichs Schwingungssensorik. Von 2003 bis 2005 gründete ifm neue Gesellschaften und Niederlassungen in Kanada, Mexiko, den Niederlanden, Polen, Portugal, Russland, Türkei und Ungarn. 2005 wurde der Geschäftsführer Bernhard von Spiczak in den Ruhestand verabschiedet.
Im Jahr 2006 rief ifm gemeinsam mit dreizehn weiteren Unternehmen das Kommunikationssystem IO-Link ins Leben. Nach 30 Jahren zog die Unternehmenszentrale in Essen im Jahr 2009 von der Teichstraße in das kernsanierte und modernisierte Glückaufhaus.

### Expansion seit 2010

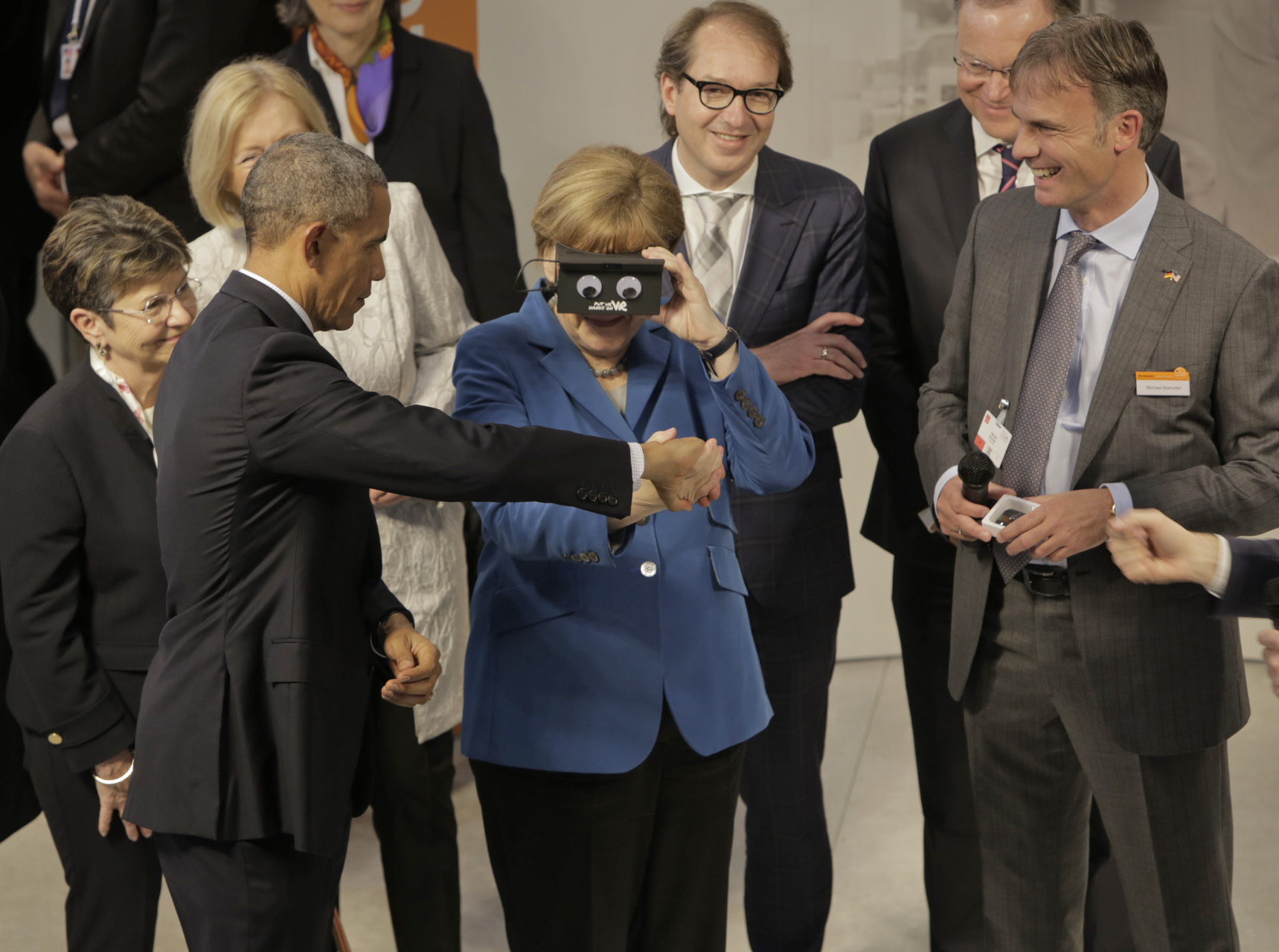
Auf der Hannover Messe 2016 testen Angela Merkel und Barack Obama die 3D-Kamera von pmdtechnologies

2010 gründete ifm einen Entwicklungsstandort in Indien. Darauf folgte ein Produktions- und Entwicklungszentrum in Singapur im Jahr 2011 sowie Produktionsstätten in Polen und eine Erweiterung der Produktion in den USA im Jahr 2012. In den Jahren von 2011 bis 2015 investierte ifm auch in den Ausbau der deutschen Standorte in Kressbronn am Bodensee, Wasserburg sowie an den drei Standorten in Tettnang (Bürgermoos, Bechlingen, Waldesch). 2012 übernahm ifm das Unternehmen Handke Industrie Software, das anschließend in ifm datalink umbenannt wurde.
2013 übernahm ifm den in Siegen ansässigen Entwickler von 3D-Technologien, pmdtechnologies, mit 55 Mitarbeitern, an dem es seit 2005 beteiligt war. Im gleichen Jahr wurde die ifm stiftung & co. kg gegründet, die 2014 die bisherige Konzernmutter ifm electronic gmbh an der Konzernspitze ersetzte. Zur Vergrößerung der Lagerfläche und zur schnelleren Auslieferung zog das ifm-Logistikzentrum 2015 vom Essener Stadtteil Steele in ein neues Gebäude in Altenessen um. Nach dem Zusammenschluss des Softwareentwicklers GIB und des Entwicklers für IT-Infrastruktur QOSIT zur TiSC AG übernahm ifm im Jahr 2016 eine Mehrheitsbeteiligung an der TiSC AG. 2017 kündigte das Unternehmen an, die Standorte seiner Siegener Tochtergesellschaften pmdtechnologies und TiSC AG unter einem Dach zu vereinen. Die TiSC AG wurde im Frühjahr 2019 zur ifm solutions gmbh umfirmiert. In diesem Zuge wurde die QOSIT Informationstechnik GmbH zur ifm services gmbh umbenannt. Im Juni 2019 wurde das Software- und Technologiezentrum The Summit mit rund 12.000 Quadratmetern Geschäftsfläche fertiggestellt.

## Unternehmen

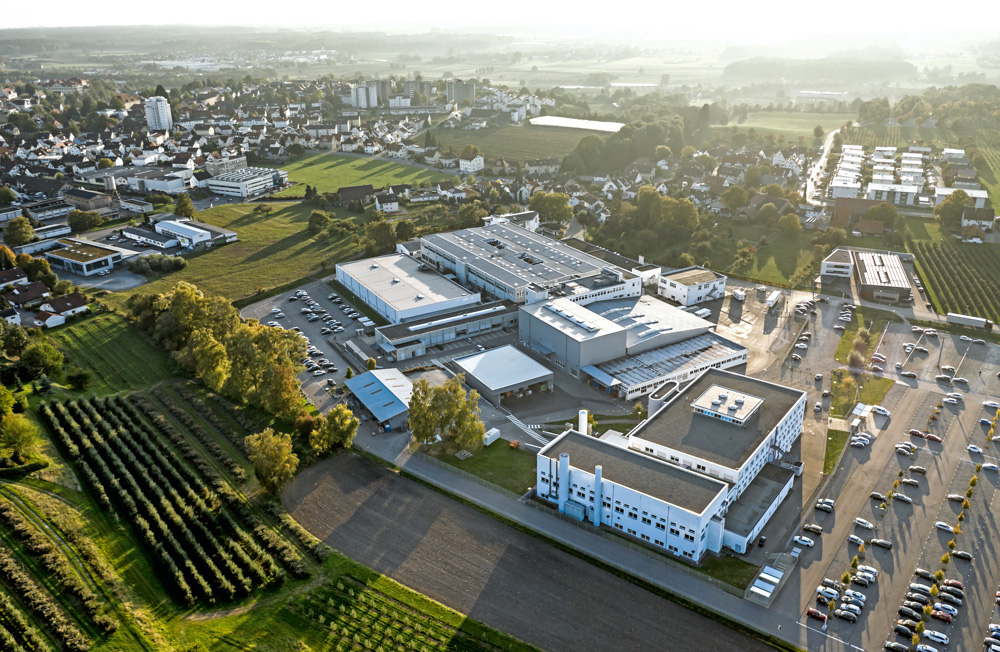
ifm-Produktionsstandort in Tettnang am Bodensee

ifm hat über 7400 Mitarbeiter in mehr als 70 Ländern weltweit (Stand 2021). An der Konzernspitze steht die ifm stiftung & co. kg. Darunter gliedern sich fünf Zwischengesellschaften, denen die operativen Tochtergesellschaften der Unternehmensgruppe zugeordnet sind. Die Hauptverwaltung, der Vertrieb und das Logistikzentrum befinden sich in Essen. Das Unternehmen hat 10 Produktions- und Entwicklungsstandorte, rund 50 Handelsniederlassungen sowie mehr als 60 Handelspartner weltweit. Hauptentwicklungsstandort ist Tettnang (Bechlingen). Das Unternehmen betreibt sechs Produktionsstandorte in Deutschland, davon drei in Tettnang, zwei in Kressbronn und einen in Wasserburg am Bodensee. Seit dem 1. Januar 2014 werden alle Unternehmen der ifm-Unternehmensgruppe in der ifm stiftung & co. kg konsolidiert.

### Produkte
Die Unternehmensgruppe entwickelt, produziert und vertreibt Sensoren, Steuerungen und Systeme für die industrielle Automatisierung. Zum Produktangebot zählen neben Positions- und Prozesssensoren Sensoren für Motion Control und Sicherheitstechnik. Außerdem Produkte für die industrielle Bildverarbeitung und Kommunikation sowie Identifikationssysteme, Systeme für mobile Arbeitsmaschinen, Systeme für die Zustandsüberwachung von Maschinen und Software. ifm setzt mit der Mehrheitsbeteiligung an der TiSC AG (seit Frühjahr 2019 ifm solutions gmbh) und deren Tochtergesellschaften GIB und QOSIT (seit Frühjahr 2019 ifm services gmbh) zudem vermehrt auf die Entwicklung von Industrie-4.0-Lösungen.

## Soziales Engagement
Ifm beteiligt sich seit 2006 am Girls’ Day.
Ab 2010 engagierte sich ifm gemeinsam mit der Hochschule Ravensburg-Weingarten über eine Stiftungsprofessur in der Forschung. Diese war über einen Zeitraum von zehn Jahren angelegt. Die ifm-Unternehmensgruppe unterstützt mit dem 2016 ins Leben gerufenen Projekt prover bike 4.0, bei dem die Spendensumme von den per Fahrrad zurückgelegten Arbeitswegen abhängt, soziale Einrichtungen in der Bodenseeregion. Seit Mai 2023 ist ifm Hauptsponsor der Fußballabteilung des TSV Tettnang. Aufgrund der Unterstützung heißt deren Heimspielstätte künftig ifm-Riedstadion. Seit Juli 2023 ist ifm auch Haupt- und Trikotsponsor des Fußball-Drittligisten Rot-Weiss Essen.

## Auszeichnungen
ifm erhielt für mehrere seiner Produkte Design-Auszeichnungen. Dazu zählen unter anderem der Red Dot Design Award im Bereich Product Design (Signalleuchte DV1500) sowie der iF Design Award (Threshold Display DP2200) im Jahr 2018.
In den Vorjahren wurden unter anderem der kapazitive Sensor KI6000 und der Vortex-Inline-Durchflusssensor mit dem German Design Award 2017 sowie im Jahr 2015 der Drucksensor PN mit dem Red Dot Design Award sowie mit dem iF Design Award ausgezeichnet.
ifm wurde im Jahr 2020 vom Magazin Focus als Bester Arbeitgeber in der Branche Elektro / Elektronik ausgezeichnet. 2017 belegte ifm im Mittelstands-Ranking der Deutschen Wirtschaft Platz 1. Geschäftsführer Michael Marhofer wurde 2013 zum EY Entrepreneur Of The Year in der Kategorie Investitionsgüterindustrie gewählt. 2012 wurde das Unternehmen beim n-tv Mittelstandspreis in der Kategorie Generationswechsel als Hidden Champion ausgezeichnet.